# Rebeca León
Rebeca León (Miami, 1975) és directora executiva (en anglès Chief Executive Officer, CEO) de Lionfish i manager de Rosalía, Ozuna, Lunay i San Pedro. Anteriorment, ha portat a artistes internacionals com J Balvin o Juanes. Va començar treballant com assistent a Sony Music Latin i va anar creixent fins que va crear la seva pròpia empresa el 2017, Lionfish Entertainment. Ha passat per empreses com EMI o AEG (Anschutz Entertainment Group), a més d'haver estat involucrada en projectes d'artistes tan destacables com Calle 13, Enrique Iglesias, Ricky Martin, Black Eyed Peas, Katy Perry o The Rolling Stones.

## Biografia
Amb ascendència cubana, Rebeca León va néixer a Miami l'any 1975, lloc on va viure la major part de la seva infància. Allí, es va nodrir de nombroses referències llatines. Va estudiar el Grau en Història de l'Art a la Florida State University. Després d'acabar els seus estudis, va tornar a la seva ciutat natal i va descobrir que la música llatina estava en auge. Va ser llavors quan es va començar a interessar per la indústria discogràfica i el 1998 va entrar a treballar com assistent en el Departament de Vendes de Sony Music Latin. S'ocupava de la música alternativa (que en aquell moment eren el reggaeton i el rock). Alguns dels artistes que formaven part d'aquest departament eren: Ravanni, La Mosca o Yandel. Dins de Sony, va anar ascendint de càrrec fins a arribar als departaments de Producció i Enregistrament.
De la mà de Jorge Pino, el seu anterior cap a Sony, va començar a treballar a EMI, on s'ocupava de nou del Departament de Música Alternativa, un departament que estava en expansió. Allà va posar-se en contacte amb el management a través d'una artista de 16 anys, JD Natasha. Finalment, amb 28 anys, va decidir prendre un camí independent a l'empresa per així poder dedicar-se a temps complet a la carrera de la jove artista.
Va treballar de manera independent mentre vivia a Miami amb el seu marit, fins que anys més tard, l'empresa AEG va contactar amb ella per ocupar-se del booking d'una sala de Los Angeles. Tot i sabent que no tenia coneixements en aquest àmbit, AEG va decidir contractar-la de totes maneres perquè disposava d'un llistat molt ampli de contactes en el sector i tenia una llarga trajectòria a la indústria. Durant aquesta època, va treballar en la producció de concerts i festivals d'artistes internacionals com The Black Eyed Peas, The Rolling Stones o Katy Perry.
Durant la seva estada a Sony Music Latin, León va conèixer a Juanes, amb qui manté una bona relació d'amistat fins al dia d'avui. El 2017 van decidir crear conjuntament la seva pròpia empresa de management: Lionfish Entertainment.

## Projectes
Actualment Rebeca León s'ocupa a temps complet de Lionfish Entertainment, portant el management d'artistes internacionals com Rosalía, Ozuna, Lunay i St. Pedro.

### J Balvin
Rebeca León va començar el seu recorregut amb J Balvin a través de Juanes, qui va insistir a portar la seva carrera.
León va conèixer a J Balvin en un afterparty d'una gala de premis de música llatina el 2013. Al principi ningú confiava en l'èxit de J Balvin, no creien que el reggaeton pogués triomfar a Colòmbia, fins que Lionfish va signar amb ell i van demostrar el contrari.

### Rosalía
De la mateixa manera, el descobriment de l'artista per a León també va ser de la mà de Juanes. L'estiu de 2018, tots dos van anar a un concert a Madrid on van veure actuar a Rosalía en un local per a cinquanta persones. Aquella mateixa nit van contactar amb l'artista per començar a treballar conjuntament. Veia en ella un gran potencial amb molta projecció de poder, confiança i amb molta força per treballar. El seu estil musical, que portava el hip-hop al flamenc, ho canviaria tot.
En un principi, els inversors no entenien el seu estil i no hi volien invertir, així que van contactar amb la youtuber Vivian Louid perquè les ajudés a finançar el començament de la seva carrera. Va ser després quan van signar amb Sony Music Latin.
En els seus inicis, Rosalía tenia un equip format exclusivament per dones, entre elles: la seva mare, la seva germana i Rebeca León.

### Audiovisuals
Lionfish ha venut una sèrie de televisió a Amazon sobre música llatina que té lloc a Colòmbia amb Ben Silbermann i Jay Weisleder, a través de la productora americana Propegate Content. Rebeca i Juanes en són els productors executius.
Tenen l'objectiu de crear continguts llatins en un món en el qual no tenen un lloc ben definit, permetent que la música visqui i respiri en una altra dimensió. És per això que també estan desenvolupant un programa de talents sobre reggaeton conjuntament amb Pharrel Williams i J Balvin, a més d'un projecte cinematogràfico amb l'artista.
León està inclosa en la producció d'una sèrie de la cadena de televisió HBO que tracta sobre una dona manager dins de la música llatina. No tracta assumptes biogràfics, però la seva experiència en el sector s'utilitzarà per a la trama de la sèrie.

## Premis i reconeixement
Rebeca León ha guanyat el premi com a executiva de l'any del Billboard's 2020 Latin Power Players, el premi més important de música llatina, en què va ser homenatjada com a “Women in music industry”.
León ha lluitat contra els prejudicis socials d'una societat dominada per homes i, actualment, és una de les managers més influents del moment que s'ha convertit en el referent de l'empoderament femení d'una indústria majoritàriament dominada per homes. És membre de la junta She is The Music, on tenen la finalitat d'aconseguir que hi hagi més igualtat en la indústria musical, donant suport a les dones perquè tinguin les mateixes oportunitats.
León explica la seva experiència com a dona en el sector i a la societat d'aquesta manera: «Els meus pares em van recolzar sempre i em van dir que podíem fer el que volguéssim, però si el meu papà es comprava un cotxe, hi portava al meu germà. Mai a mi. Mai em va posar a fer negocis. I negociar és l'eina més útil que pots tenir per a qualsevol cosa. Hauràs de negociar tota la teva vida, amb el teu marit i els teus fills, amb el teu cap, amb els artistes i amb la casa de discos i, fins i tot, per comprar el teu propi cotxe. I (llavors) no tenia aquesta eina».